# Conselleria d'Agricultura i Pesca de la Junta d'Andalusia
La Conselleria d'Agricultura, Pesca i Desenvolupament Rural és l'actual conselleria de la Junta d'Andalusia amb competències autonòmiques en matèria d'agricultura, pesca i desenvolupament rural. La seva actual consellera és María del Carmen Ortiz Rivas.

## Ens adscrits a la conselleria
- Institut Andalús de Reforma Agrària (IARA) (extint, actualment integrat en AGAPA)
- Institut Andalús de Recerca i Formació Agrària, Pesquera, Alimentària i de la Producció Ecològica (I.F.A.A)
- Agència de Gestió Agrària i Pesquera d'Andalusia (AGAPA)

## Llista de consellers d'Agricultura i Pesca
- Francisco de la Torre Prados (1978-1979)
- Pedro Valdecantos (1979-1980)
- José González Delgado (1980-1982)[2]
- Miguel Manaute Humanes (1984-1990)
- Leocadio Marín Rodríguez (1990-1993)
- Luis Planas Puchades (1993-1994)
- Paulino Plata Cánovas (1994-2004)
- Isaías Pérez Saldaña (2004-2008)
- Martín Soler Márquez (2008-2009)
- Clara Aguilera García (2009-2012)
- Luis Planas Puchades (2012-2013)
- Elena Víboras Jiménez (2013-2015)
- María del Carmen Ortiz Rivas (2015 - actualitat)